# Лолирок
Лолирок (енгл. LoliRock) је француска анимирана серија коју су произвели Marathon Media и Zodiak Kids уз учешће France Télévisions и The Walt Disney Company France. Створио га је Жан Луи-Вандесток заједно са Дејвидом Мишелом, а написала Медалајн Пексон. Први пут је емитован у Француској 18. октобра 2014. на France 3 а проширио се на телевизијске канале у Европи.
Јединствен поглед на магичне девојке, серија се фокусира на групу тинејџера који живе двоструким животима и као певачице и принцезе, од којих ова последња користи магичне моћи да се бори против све веће претње.
У Србији се може пратити на Disney Channel (на енглеском језику) и ТВ Дечија (синхронизована на српски језик). Синхронизацију је радио студио Призор.

## Радња
Ирис је 15-годишња плава девојка која воли да пева и помаже другима. Међутим, када она пева, дешавају се чудне ствари. Подстакнута својим најбољим пријатељем/свакодом Натанијелом, Ајрис иде на аудицију за девојачки рок бенд, али на крају уништава просторију и касније је нападају два странца (магични близанци Праксина и Мефисто). Судије на аудицији, принцеза Талија и принцеза Ауриана, долазе да јој помогну и објашњавају јој да је и сама принцеза са моћним магијским моћима која мора да спасе свој родни свет и краљевство Ефедију, од злих канџи лорда Грамора, који заузео га и претворио на бедно место. Једини начин да се спасе њено краљевство је да овлада њеним новим моћима и пронађе дванаест драгуља пророчанства круне Ефедије, који су расути широм Земље. Током читаве серије, три девојке покушавају да живе и као обичне тинејџерке и као звезде женског бенда Лолирок док обучавају принцезу Ирис да у тајности савлада своје растуће магичне способности и магије, и скупља тринаест мистичних драгуља пророчишта. Али када Грамор шаље Праксину и Мефиста да пронађу и драгуље Пророчанства док покушавају да униште ЛолиРоцк са својим чудовиштима.
У другој сезони, групи се придружују још две ефедске принцезе по имену Кариса и Лина које су биле део отпора планете, са Талијином старијом сестром Изиром као вођом. Они се такође трансформишу у магичне принцезе ратнице, али нису део рок бенда. Девојке настављају да прикупљају драгуље пророчанства док помажу онима којима је потребна, али господар Грамор и Близанци настављају да постају много јачи и опаснији.
Када се сакупи последњи драгуљ пророчанства, Ирис се суочава са реалношћу да мора да се опрости од Земље, посебно Натанијела, и да се врати у Ефедију да би се поново спојила са својим родитељима, краљем и краљицом. Али када лорд Грамор преузме последњи драгуљ и буде пуштен да ослободи свој деструктивни гнев на целу Ефедију, девојке раде заједно да би се суочиле са њим у једној последњој битци. Високо еволуирана принцеза Ирис (која је позвала свој јачи Шанила облик) уништава господара Грамора, чији га његов црни пантер Бејнс напушта до смрти. Бејнс касније прилази Праксини, огорчен због Мефиста који се жртвовао да би је заштитио, и даје јој оно што је остало од Граморове маске, тако да се освете Лолироку нападом на Земљу, приморавајући ЛолиРока да се врати на Земљу како би поткопао њихове криминалне активности под вођством ослобођене Ирисове родитељи.

## Епизоде
| Сезоне | Сезоне | Епизоде | Оригинално емитовање | Оригинално емитовање | Српско емитовање  | Српско емитовање |
| Сезоне | Сезоне | Епизоде | Почетак емитовања    | Крај емитовања       | Почетак емитовања | Крај емитовања   |
| ------ | ------ | ------- | -------------------- | -------------------- | ----------------- | ---------------- |
|        | 1      | 26      | 18. октобар 2014.    | 29. април 2016.      | 2. април 2019.    | 18. април 2019.  |
|        | 2      | 26      | 13. фебруар 2017.    | 2. март 2017.        | н. п.             | н. п.            |

## Ликови
- Ирис (глас позајмљује: Казуми Еванс у енглеској верзији[4] Лиса Карузо у француској верзији,[5]) Певачица групе Лолирок, Ирис је 15-годишња[а][6] девојчица која живи у Сунчаном заливу; има таласасту плаву косу, светлу кожу, светлоплаве очи, ружичасте усне и пеге. Она је љубазна и спремна да свима помогне. Њено певање очарава све око себе; а да ову моћ прижељкивао господар Грамор. Заљубила се у свог најбољег пријатеља из детињства, Натанијела. Након што упозна Талију и Оријану, она открива да је престолонаследница Ефедије, магичног краљевства, и њена дужност је да пронађе све магичне драгуље Пророчанства Краљевске круне и да поврати трон целе Ефедије. Када се трансформише користећи ружичасти привезак у облику срца, њена коса постаје јарко ружичаста, а њена одећа постаје ружичаста, а она има симбол срца и симбол четворокраке звезде.[7] Блог Tumblr је рекла да она добија два симбола јер припада краљевској породици која влада читавом планетом и има виши краљевски статус од осталих пет царстава Ксерис, Волта, Каликс и Бореалис.[8] Дизајнер ликова  Бертранд Тодеско је у почетку сматрао да Ирис има тамну косу која ће се у трансформацији променити у плаву, али је открио да је то клише, па је уместо тога користио поп и девојачке боје попут Кети Пери. Ирис је заснована на глумици Тејлор Момсен из ТВ серије Трачаре.
- Талија (глас позајмљује: Ешли Бол у енглеској верзији,[4] Кели Маро у француској верзији,[5]) - Она пева вокал и свира китар (углавном, мешавина инструмената, попут клавира и гитаре), а понекад и гитару у истоименом бенду. Има дугу тамно смеђу косу са равним шишкама, тамну кожу и јантарне очи. Озбиљна је, љубазна и врло интелигентна. Као другу принцезу краљевства Ксерис, затворио ју је Грамор пре него што је кренуо у потрагу за принцезом Ефедијом уз помоћ Оријане. Њена трансформација је наруквица; коса јој постаје светлоплава, а одећа плава. Њен симбол је дијамант. Талијина референца за лик била је француска модна блогерка Бети Отје и америчке глумице Амбер Стивенс Вест, позната по улози Ешли Овенс у ТВ серији Братства и сестринства, а уједном и певачице Кери Хилсон и Алиша Кис.
- Оријана (глас позајмљује: Табита Сент. Жермен звана Оријана,[4] Леополдин Сер у француској верзији,[5]) Пева вокал и свира тамбуру у истоименом бенду. Има кестењасту косу до појаса обликовану у реп, препланулу кожу и зелене очи. Она је блистава, заиграна, луда за дечацима и помало климава, али поуздана пријатељица. Она је принцеза Волте. Њен предмет трансформације је прстен; коса и одећа постају јарко наранџасти, а она носи дужи реп. Њен симбол је полумесец. Тодеско је написао да је Оријана првобитно име Аурора и да ју је сликао као црнку са огромним волуменом косе и да би Талија била можда Азијаткиња са дугом равном косом, али је касније променио фризуру.[9] Написао је да је Оријана „све друге кул ствари које волим и нисам могао да ставим Ирис и / или Талију“. Референца ликова Оријане била је Лејтон Мистер из Трачаре и Кет Валентајн (глуми Аријана Гранде) из тинејџерског ситкома Викторијус. Рекао је да је избор имена био случајност.
- Амару (глас позајмљује: Табита Сент. Жермен у енглеској верзији[4][5]) - Љубичасто-бело крзнено створење тамноплаве косе и пухастог малог репа. Има способност да се трансформише у крилатог коња и да превезе принцезе и њене непријатеље на посебну арену како би омогућило принцезама да се боре против зла далеко од било којег непријатеља.[10][11] Референца Амаруа била је црна мачка Луна из јапанске аниме серије Месечева ратница тако што је Тодеско изјавио да је Амару била инспирација ткз. magical girl жанра (Дружина мјау-мјау, Принцезе сирене и др.), и што њена трансформација док се претвори плишани привезак за кључеве била базирана на специфичним серијалима, посвећена самом жанру.
- Господар Грамор (глас позајмљује: Макензи Греј у енглеској верзији,[4] Жил Морван у француској верзији,[5]) - Велики чаробњак хаоса. Има зелено плаву косу до појаса и љубичасте очи, носи круну као и маску која у потпуности покрива очи, нос и уста. Након издаје Високог краља Хипериона и краљице Манон, Господар Грамор је преузео контролу над Ефедијом. Међутим, да би стекао потпуну контролу над краљевством, мора да поседује краљевску круну, која је заштићена магијом. Стога није у могућности да напусти подручје замка и мора се ослонити на Праксину и Мефиста да раде свој посао.[12][13] Има црног пантера по имену Бејнс, који је на блогу Tumblr описан као анти-Амару, а створен је да пружи Грамору веће присуство.[13] У раним промоцијама серије, Грамор је добио име Громар и приказан је као Ирисин зли ујак који је затворио краља и краљицу и послао своја два зла нећака близанца на Земљу да осујете Лолирока и узму драгуље,[3] али идеја је отписан јер би то од њега више створило стереотип.[14]
- Праксина (глас позајмљује: Кели Шеридан у енглеској верзији, Карин Фавио у француској верзији) - Има дугу косу бордо боје која јој обично прекрива једно око. Воли да омаловажава људе, посебно своје непријатеље и брата близанца, од којих је последњи подсећа да је рођена раније. Има врло афирмисану личност и често шефује свог брата. Њена боја коже је бела. Њени напади обично су демонстрација сирове моћи експлозијама и великим дозваним чудовиштима.[15] У раним концептима серије сматрани су за два зла близанца Господара Грамора.[3] Тодеско је започео дизајн Праксине и Мефиста на дан Ноћи вештица 2011. Тодеско је првобитно дизајнирао Праксину обучену у црно-бело са симболом, налик на слово К у очима. Тодескоов партнер Бенедикт Кларавино кренуо је са концептом ноћног лептира / мољца, са фризуром и пунђом која се протезала на дуге двојаке репове. Њене очи би биле лептири уместо симбола, налик на К, од којих је брош лептира остао около. Њен дизајн је првобитно одобрен, али тада су продуценти мислили да је превише „јапанска“ и застрашујућа, па су је он и Бенедикт прекрајали и изашли с прикладнијим дизајном. На блогу Tumblr описује Праксину као „анти-ирис“, па су јој дата два симбола: муња за њену магију и лептир у мајици.[16]
- Мефисто (глас позајмљује: Винсент Танг у енглеској верзији,[4] Незим Гита у француској верзији,[5][17]) - Њега и његову сестру близнакињу Праксину Грамор шаље њих обоје на Земљу само бих спречили принцезе да по сваку цену осујети планове његовог господара. Има кратку косу бордо боје. Ужива у уништавању ствари, али понекад се понаша безобразно, некомпетентно и има кратак распон пажње. Боја његове коже је зелена. Од њих двојице, Мефисто више воли сложене чини и трикове и хвали се како је геније.[15] Првобитно је имао црно-бели мотив заједно са + симболима у очима. Попут Праксине, имао је концепт лептира, али је одбијен. Режисер Жан Луи-Вандесток тада је предложио симбол змије и напола скривено лице.[16] Мефистов дизајн је на крају одобрен без скривеног дела лица.
- Натанијел (глас позајмљује: Мет Елис у енглеској верзији,[4] Хуго Брунсвик у француској верзији,[5]) - Ирисина најбоља пријатељица из детињства. Има кратку какао смеђу густу косу. У срцу познаје Ирис, а често је охрабрује љубазношћу и мало хумора. Он и Ирис пристају један на другог. Натанијел ради у кафићу за продавање смутија коју девојке често посећују. У раним промоцијама серије још 2013. године, виша потпредседница Патрисија де Вилд рекла је да је Натанијел био Ирисин дечко и једини аутсајдер који би знао за тајну бенда.[3]
- Тета Елен (глас позајмљује: Табита Сент. Жермен,[4] звана Тетка Елен, у француској верзији Магали Розенцвајг[5]) - Ирисин усвојилац, бринула се о њој од малена. Она је ведра дама која воли да се брине о својој башти. На почетку серије узима Талију и Оријану као студенте на размени. У епизоди 2. сезонеTruth Be Told открива се да је њено право име Лејди Елира, ефедски ратник и телохранитељ родитеља Ирис, високог краља Хипериона и краљице Манон, која има задатак да одгаја своју бебу и штити је на Земљи од Господара Грамора.
- Дак (глас позајмљује: Џејмс Кирк у енглеској верзији,[4] Џулиен Крумпон у француској верзији[5]) - Има плаву косу и обично носи браон шешир са ружичастом траком. Дебитује се у епизоди 13, "Бети". Он је Лолирок-ов обожаватељ број један и пише блог о њима, шикљајући различите ствари и догађаје о њима. Дак понекад може бити лаковеран због своје невиности.
- Миси Робинс (глас позајмљује: Ешли Бол у енглеској верзији, именована Сузи Робинс,[4] Oдри Сибел у француској верзији[5]) - Ирисина ривалка из детињства која је дебитовала у епизоди 2 "Моћ цвећа". Она је сиво-црне косе и жуто-зелених очију. Као ћерка градоначелника Сунчаног залива, понаша се размажено и уображено. На питање да ли је Миси заснована на лику Менди из серије Супершпијунке, блог Tumblr каже да је Миси није заснована на њој, иако личи на њу. Желели су лика да одборе да је љубавни ривал и напаст, и пристали су са бринетастом бојом косе како би контрастали Ирис као плавушу, назвавши је "класичним тропом".[18]
- Изира (глас позајмљује: Кијара Зани у енглеској верзији,[4] Џесика Монзо у француској верзији[5]) - Талијева старија сестра из атинског краљевства Ксерис. Поседује велику мистичну моћ и сматра се моћном, одговорном и интелигентном принцезом. Талија је изгубила траг од ње због напада Господара Грамора на краљевству Ксерис. Касније се открива да је била затворена у затворској тврђави Крозак на Ефедији.[19] У серији се први пут дебитује у епизоди Ксерис. Има белу косу, тамну кожу и плаве очи. Враћа се у епизоду 1. сезоне финала "Кућа", где предводи покрет отпора против Грамора. Блог Tumblr каже да је она девет година старија од Талије, а њен дизајн заснован је углавном на замишљању како би Талија изгледала у будућности. Да би се разликовала од Талије, дизајнирана је са нешто тамнијим тоном коже и светлијом косом. Њен симбол су три дијаманта.[12] Her symbol is three diamonds.[20]
- Лев (гла позајмљује: Сем Винсент у енглеској верзији,[4] Жоан Бело-Ковер у француској верзији[5]) - Ефески лопов који се у почетку дебитује као колега затвореника Грамора у завршној епизоди 1. сезоне и иде са Ирис када покушавају да побегну из својих ћелија. Међутим, убрзо се открива да је све време радио за Грамор (јер је био понуђач са највише понуде) како би је натерао да пусти круну. Његов магични грб носи симбол орла.[21]
- Лина (глас позајмљује: Кели Шеридан у енглеској верзији,[4] Мари Ноненмахер у француској верзији[5]) - Принцеза од Бореалиса, дебитовала је у првом делу епизоде прве сезоне Дом. У својој магичној држави принцезе има светло зелену косу. Стидљива је, али храбра, лагана и софистицирана. Воли кристални чај и поносна је што је њен дворац добио награде за један од најлепших. Она и Кариса помогле су ослободити Изиру из Грамора и придружиле се њеном покрету отпора. Њен предмет трансформације је игла за косу,[22] а њен симбол је љиљан у хералдици[20]. Њено оружје је чакра (прстен),[22] али више воли да користи левитацију у својим магијама. На крају прве сезоне придружује се девојкама Лолирок на Земљи где има дугу равну црну косу, средњу кожу и љубичасте очи. Као и код Карисе, она није део бенда нити живи с њима код тетке Елен, али се појављује у неким епизодама. Њена трансформација је била инспирација једна од трансформација из јапанске аниме серије Месечева Ратница (наролито, сегменти са ликовима Амаре Тено/Уранова ратница и Мишел Кајо/Нептунова ратница) иако што су њене и Карисине биле краће у односу на њих због неких разлога.[23] Према дизајнерима ликова, Лина је приказана као врцкава и нежна. Њена боја коже је плавозелена. Током развоја ликова Карисе и Лине, дизајнери су желели да један од њих буде обликован као азијска принцеза, и нагодили су се са Лином, док је друга верзија (инспирисана кавкаском расом) Лине коришћена за гостујућег лика Дебру у другој сезони.[24]
- Кариса (глас позајмљује: Табита Сент. Жермен у енглеској верзији,[4] Фени Блок у француској верзији[5]) - Принцеза од Каликса, такође је дебитовала у првом делу епизоде прве сезоне Дом. У својој магичној држави принцезе, она има љубичасту косу, а љубичаста је такође њена тематска боја. Воли да покаже своје борбене вештине, ужива имајући модрице и отпушта је кад год се бори. Након што су она и Лина ослободиле Изиру, она се придружила покрету отпора. Њен предмет трансформације је армлет,[22] а симбол је ружа географских смерова.[20] Њено оружје су палице,[22] а она више воли борбу из близине. На крају прве сезоне придружује се девојкама Лолирок на Земљи, где има црвено-наранџасту косу обликовану у плетеницу рибљег репа, светлу кожу и плаве очи. Сторибордерка Кристел Абграл написала је да је Карисина трансформација инспирисала Уранову ратницу и њен главни напад.[25] Дизајнери ликова приказали су Карису као ватреног мушкарача. Карисина коса је на неким раним приказима постала смеђа како је не би збунила са црвенокосом Оријаном, али дизајнери су касније пристали на њену оригиналну ирску риђу косу. Неки од нацрта такође су је приказивали тамну кожу или у стилу азијске принцезе.

## Гласовне улоге
| Улога           | Оригинални глас     | Српски глас                                      |
| --------------- | ------------------- | ------------------------------------------------ |
| Ирис            | Казуми Еванс        | Ивана Поповић                                    |
| Талија          | Ешлиг Бол           | Ђурђина Радић                                    |
| Оријана         | Табита Сент. Жермен | Кристина Јовановић                               |
| Господар Грамор | Макензи Греј        | Иван Марковић                                    |
| Мефисто         | Винсент Тунг        | Иван Марковић                                    |
| Праксина        | Кели Шеридан        | Ђурђина Радић                                    |
| Лев             | Сем Винсент         | Иван Марковић                                    |
| Тета Елен       | Табита Сент. Жермен | Ђурђина Радић                                    |
| Натанијел       | Мет Елис            | Иван Марковић                                    |
| Даг             | Џејмс Кирк          | Иван Марковић                                    |
| Миси Робинс     | Ешлиг Бол           | Кристина Јовановић                               |
| Изира           | Кијара Зани         | Кристина Јовановић                               |
| Лина            | Кели Шеридан        | Ивана Поповић                                    |
| Кариса          | Табита Сент. Жермен | Ђурђина Радић                                    |
| Краљица Ефедије | Кели Шеридан        | Кристина Јовановић                               |
| Клара           | Натасха Цалис       | Ивана Поповић                                    |
| Чарли           | Бред Свејл          | Иван Марковић                                    |
| Ђина            | Шенон Чен Кент      | Ђурђина Радић                                    |
| Џоана           | Ерин Матхевс        | Кристина Јовановић                               |
| Тимоти          | Винсент Тунг        | Иван Марковић                                    |
| Кајл            | Александро Џулијани | Иван Марковић                                    |
| Мет             | Адријан Петрив      | Иван Марковић                                    |
| Стенли          | Тери Класен         | Иван Марковић                                    |
| Лили Боуман     | Дајана Карина       | Ивана Поповић                                    |
| Гђа Твид        | Табита Сент. Жермен | Кристина Јовановић                               |
| Роуз            | Кели Шеридан        | Ивана Поповић                                    |
| Белина          | Ешлиг Бол           | Ђурђина Радић                                    |
| Оливија         | Табита Сент. Жермен | Ивана Поповић                                    |
| Ребека          | Кели Шеридан        | Кристина Јовановић                               |
| Карлос          | Давид Каие          | Иван Марковић                                    |
| Дејзи           | Клер Корлет         | Ђурђина Радић                                    |
| Зак Бради       | Ендру Франсис       | Иван Марковић                                    |
| Дан             | Џеси Мос            | Иван Марковић                                    |
| Рајли           | Гордон Грајс        | Ђурђина Радић                                    |
| Лиса            | Ешлиг Бол           | Кристина Јовановић                               |
| Дејнос          | Сем Винсент         | Иван Марковић                                    |
| Какос           | Сем Винсент         | Иван Марковић                                    |
| Моргана         | Табита Сент. Жермен | Ивана Поповић                                    |
| Ела             | Ерика Шеј Гејр      | Ђурђина Радић                                    |
| Ник             | Џејмс Хигући        | Иван Марковић                                    |
| Наратор         | Казуми Еванс        | Ивана Поповић                                    |
| Уводна шпица    | Јасмин Шах          | Ивана Поповић Кристина Јовановић (пратећи вокал) |

## Продукција

### Концепт серије
Аутор серије Жан Луи-Вандесток је одрастао уз популарне јапанске аниме серијале које су се пуштале на једна од француских ТВ канала и на коме су била инспирација самом цртаном серијалу Лолирок. Међу њима су били серије Sherlock Hound, Space Adventure Cobra, The Mysterious Cities of Gold и Змајева кугла, али једна од најутицајнијих је била Magical Princess Minky Momo, која је стекла велику популарност у самој држави Француске, рекавши: Волео сам саму срж тога: дете које се претвара у одраслу особу, помаже људима и чини добра дела, леп дизајн чаре, и на крају тон боја: може бити смешно и лагано, али и драматично и плачљиво. у другим временима моја душа је била обележена заувек. Упорно радећи на осталим цртаним серијама, попут Monster Buster Club (Клуб истеривача монструма) и Rekkit Rabbit, желео је да направи сам цртани која ће спадати у жанр magical girl. Његов одабир су били аниме серијали, попут Месечеве ратнице и Pretty Cure као референцe на сегменте када се девојке трансформишу, а и Џем и холограми за музику.

### Музика
Музику је компоновао и продуцирао Norbert "Yellowshark" Gilbert, са око 600 нумера током 52 епизоде у трајању од 26 минута. Пет песама које се понављају (укључујући и уводну шпицу) снимљено је за сваку сезону.

### Маркетинг и промоција
(тренутно, Banijay Kids & Family) је званично најавио серију Лолирок у априлу 2013. на МИПТВ догађају у Кану, Француска. Ране промоције укључивале су идеју о принцезама са магичним певачким гласовима. Демографија серије су девојчице узраста од 6 до 12 година, а група је била у партнерству са ТВ каналима France Televisions и Disney Channel France.

## Мрежа
Серија се премијерно приказивала на каналу France 3 18. октобра 2014. године, приказано око 13 епизода све до марта 2015. године, када се серија на наврата емитовала на сестринском каналу France 4, као и на дечијем каналу Disney Channel, а и на стриминг платформама попут Netflix-a.
27. марта 2023. је била најављена трећа сезона и да ће се приказивати идуће 2025. године.

## Рецепције
Ела Сандерс из BCS Kids-а написала је да Лолирок јасно игра као magical girl серију за девојке и чак клима главом другим култним серијама из рода, као што су Pretty Cure и Месечева ратница, али да је велика сама по себи и да треба да се задржи као сјајна magical girl серија. Свидела јој се разнолика глумачка постава, заплет, хумор и позадинска прича, од којих последњу није видела још од серије Мој мали пони: Пријатељство је магија, и да је то била врста серије коју би волела док је одрастала.
Хедер Њумен из часописа Форбс описала је серију као Француску анимирану серију о невероватно танкој, елегантној, магичној девојци која пева.
Емили Ешби из Common Sense Media описала је серију као забавну и још забавнију. Међутим, она је тврдила да је двојна прича деловала „понекад помало непријатно и усиљено“ и питала се да ли је промовисање музике из серије мотивација за ове приче. Упркос томе, закључила је да ће серија сакупити неке обожаваоце међу децом.

## Други медији
Медјска кућа BulkyPix је 2014. објавио Лолирок видео игрицу, доступну на iOS и Android уређајима. Игра омогућава играчима да певају песме извођене у истоименој серији, снимају наступе и намештавају тонски студио и бирају одећу за девојчице.
Zodiak Media је такође радио уговор са издавачком компанијом Hachette Jeunesse за креирање романа, књига активности, школских прибора и е-књига.